# Lessing-Museum (Kamenz)

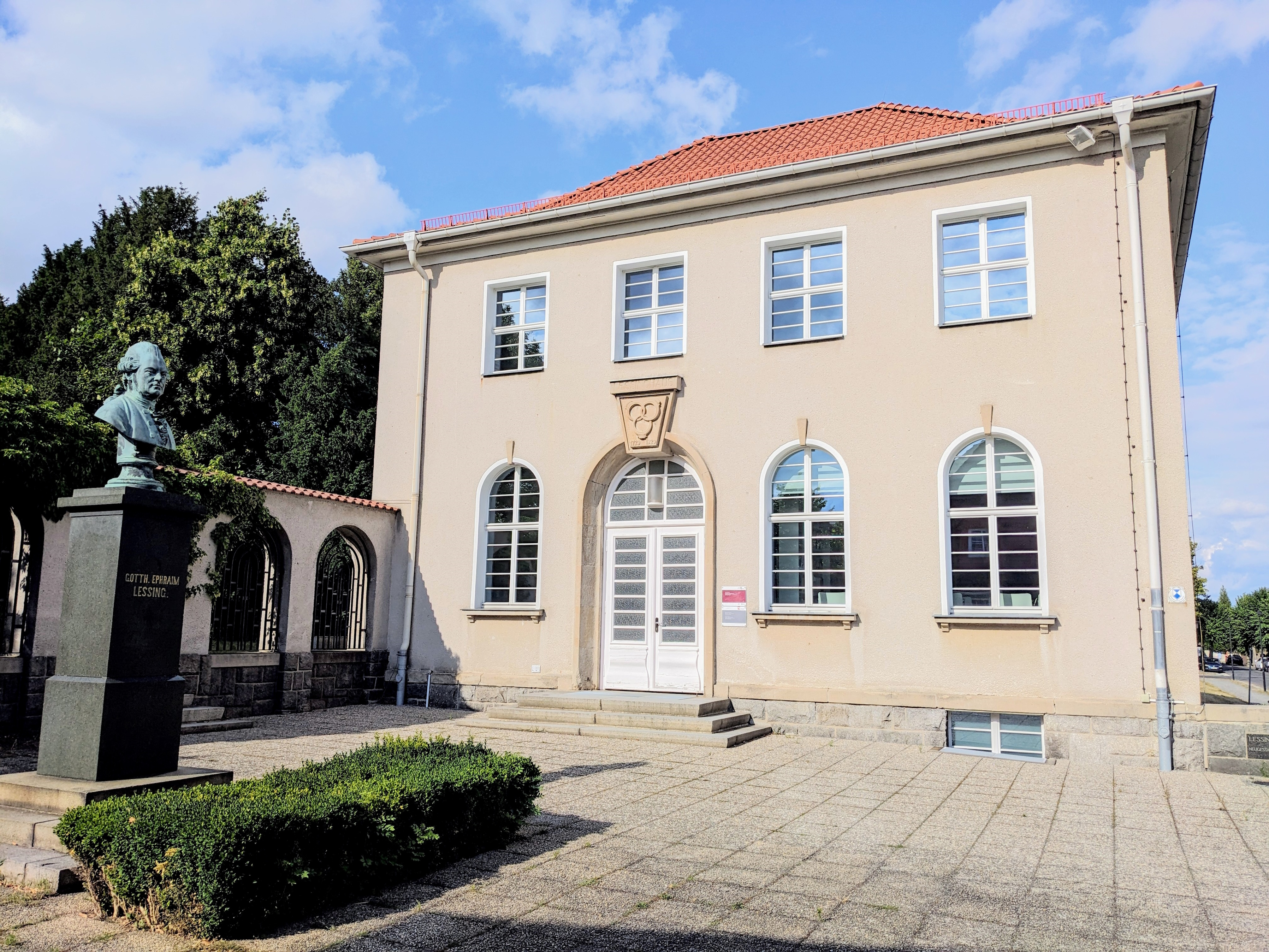
Lessing-Museum Kamenz, Juli 2023

Das Lessing-Museum Kamenz wurde anlässlich des 150. Todestages des bedeutendsten deutschen Aufklärers Gotthold Ephraim Lessing 1931 in seiner Geburtsstadt Kamenz eröffnet. Es befindet sich im Lessinghaus, stellt das Leben und Werk Lessings dar und ist ein kultureller Gedächtnisort von nationaler Bedeutung.

## Geschichte

### Bau des Lessinghauses
Die Entstehung des Lessinghauses hängt entscheidend mit dem 200. Geburtstag Gotthold Ephraim Lessings zusammen: Schon 1921 gab es im Rat der Stadt erste Überlegungen, wie dieser Geburtstag begangen werden könne. 1926 erfolgte dann die Gründung eines „Lessingfeierausschusses“, der das Jubiläum gezielt vorbereitete. 1927 geriet ein schon länger existierender Plan in den Fokus der Diskussion: Der Bau eines Museums, in dem die Schätze der Stadt ausgestellt werden konnten und das insbesondere Lessing gewidmet sein sollte. Zudem sollte es geeignete Räume für das Stadtarchiv und die Volksbücherei schaffen. Dieses Vorhaben war in der Zeit der Weltwirtschaftskrise heftig umstritten. Schließlich konnte sich diese Idee jedoch durchsetzen und ihre Realisierung wurde vom Stadtrat beschlossen.
Die Gewinner eines Architektenwettbewerbes waren die Brüder Edmund und Ernst Kießling aus Kötzschenbroda bei Radebeul. Die Finanzierung des Vorhabens stellte eine enorme Herausforderung dar. Schließlich kam die Bausumme von 130000 RM durch Spenden, staatliche Zuschüsse und den Erlös zweier Geldlotterien zustande.

Die Grundsteinlegung fand am Nachmittag des 21. Januar 1929 statt und bildete den Höhepunkt der Lessing-Feier der Stadt Kamenz. Ein „Denkmal von bleibendem, allgemeinpraktischem Werte“ sollte es sein, heißt es in der Schrift zur Grundsteinlegung. Die Begrüßungsworte hielt der Bürgermeister Dr. Wilhelm Oskar Gebauer im Beisein des sächsischen Ministerpräsidenten Max Heldt, dem Ministerialrat Dr. Donnevert und dem Justizrat Dr. Georg Lessing als Vertreter der Familie Lessing. Der Bürgermeister Gebauer verlas die Urkunde zur Grundsteinlegung und begleitete seine Hammerschläge mit den Worten „Lessing zu Ehren, unserer Stadt zur Zierde und den kommenden Geschlechtern ein Denkmal unserer Tage“.

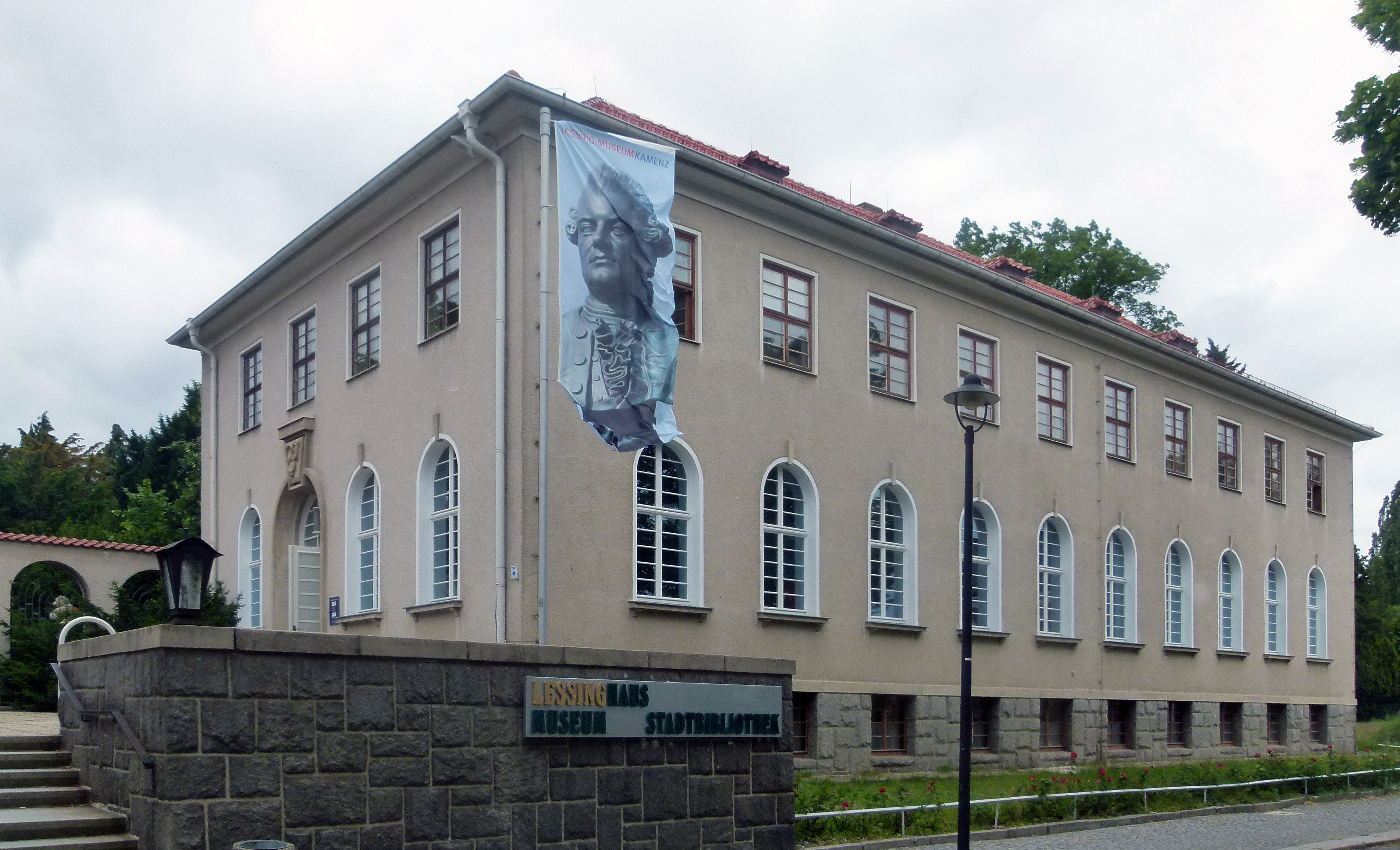
Lessing-Museum im Lessinghaus

Die Einweihung erfolgte am 1. Juni 1931, im Jahr der 150. Wiederkehr des Todestages. Das repräsentative Gebäude wurde mit einer efeubewachsenen Mauer mit dem Röhrmeisterhaus verbunden. Ein Vorhof entstand, auf dem die Lessingbüste von Hermann Knaur ihren neuen Platz fand. Seit 1931 beherbergt das Lessinghaus das Lessing-Museum.

### Lessing-Büste
Vor dem Lessinghaus steht seit dem 13. April 1931 das Kamenzer Lessing-Denkmal. Die Kolossalbüste erschuf der Leipziger Bildhauer Hermann Knaur 1863. Ursprünglich befand sich das Denkmal auf dem Kamenzer Schulplatz, mit Eröffnung des Lessinghauses wurde es auf den dortigen Vorhof versetzt. Das Denkmal besteht aus einem 2,08 Meter hohen schwarzen Granitblock, auf dem eine 1,15 Meter hohe Bronze-Büste Gotthold Ephraim Lessings verankert ist.

### Museumsgeschichte
Das Lessing-Museum wurde im 1. Juni 1931 zusammen mit der Stadtbibliothek, dem Stadtarchiv und einem Vortragssaal im Lessinghaus eröffnet. Während des Zweiten Weltkriegs musste das Museum im Sommer 1944 schließen, die Wiedereröffnung fand am 14. Mai 1947 statt. Die Ausstellung wurde im Anschluss überarbeitet und am 22. Januar 1949 eröffnet. 1952 geht die Leitung an Dr. Otto Rudloff und das Museum bleibt wegen Umgestaltungsarbeiten geschlossen. Am 22. Januar 1953 wurde eine neue Dauerausstellung eröffnet. 1962 wurde laut Beschluss des Bezirkstages Dresden Nr. 164-17/61 die Durchführung von Lessing-Tagen in Kamenz empfohlen, welche jährlich im Januar und Februar stattfinden. Seit 2007 finden sie alle zwei Jahre statt. Seit 2008 finden in den Jahren, in denen keine Lessing-Tage stattfinden, die LessingAkzente, eine den Lessing-Tagen ähnliche, im Umfang reduzierte Veranstaltungsreihe statt.
1968 wurde die Leitung des Lessing-Museums von Dr. Rudloff an Michael Hebecker übergeben. Wegen der Umsetzung einer neuen Ausstellungskonzeption wurde das Museum 1970 geschlossen. Die Eröffnung der neuen Dauerausstellung fand am 22. Januar 1971 statt. Seit 1974 richtet das Lessing-Museum jährlichen einen Schüler-Schreibwettbewerb aus, an dem sich sachsenweit alle Schülerinnen und Schüler sowie bundesweit alle Lessing-Schulen ab Klasse 9 beteiligen können. 1975 übernahm Dieter Fratzke die Leitung und die Dauerausstellung wurde ausgebaut. Weitere Sanierungsarbeiten des Lessinghauses fanden 1977 und 1978 statt. Am 22. Januar 1979 fand die Verleihung des Lessing-Preises der DDR erstmals in Kamenz statt. Im selben Jahr wurde die Einweihung der Lessing-Stele von Johannes Peschel im Kamenzer Volkspark gefeiert. 1981 wurden 50 Jahre Lessinghaus und 20 Jahre Kamenzer Lessing-Tage gefeiert und die Schriftenreihe „Erbepflege in Kamenz“ gestartet. Von 1984 bis 1994 wurde die Dauerausstellung schrittweise durch Museumsleiter Dieter Fratzke und Grafiker Hans Mütze neugestaltet.
1993 wurde der Lessing-Preis des Freistaates Sachsen zum ersten Mal vergeben. Im selben Jahr wurde mit dem Umbau des Lessinghauses begonnen. Ziel war die Erschließung des Kellergeschosses, die Einrichtung einer Kinderbibliothek, die Einrichtung eines Kellerdepots und eines Seminarraumes. Dazu wurde an der Nordseite des Hauses ein Fahrstuhlturm angebaut. Die Umbaumaßnahmen wurden 1994 abgeschlossen. 1997 wurde mit der Herausgabe des mehrbändigen „Sammlungsverzeichnis des Lessing-Museums Kamenz“ begonnen. 1998 wurden die Außenanlagen umgestaltet und zur Lessing-Stele kamen vier Fabelplastiken von Eva und Johannes Peschel hinzu. 2001 wurde das Museum unter die „Kulturellen Gedächtnisorte mit besonderer nationaler Bedeutung“ aufgenommen. 2008 übernahm Dr. Sylke Kaufmann die Leitung des Lessing-Museums. Seit dem 1. September 2008 gehört das Museum zu dem neuen Fachbereich Städtische Sammlungen Kamenz. Am 31. Januar 2011 wurde eine neue Dauerausstellung, die das Leben und Werk Lessings präsentiert, eröffnet.
Voraussichtlich ab März 2025 wird das Lessinghaus umgebaut, mit dem Ziel, die Nutzung im Sinne des Museumsbetriebs zu verbessern, damit zukunftsorientiert ausgestellt, gearbeitet und vermittelt werden kann. Entstehen sollen ein größerer Seminarraum, moderne Sanitäranlagen, eine größere Dauerausstellung und Sonderausstellungsräume im Obergeschoss mit modernen konservatorischen Bedingungen. Dafür wird ein kubischer Erweiterungsbau an der Nordseite des Hauses angebaut, für den der 1993 errichtete Fahrstuhlturm weichen muss. Für den Umbau konnte das Architekturbüro Peter Kulka gewonnen werden.

## Dauerausstellung

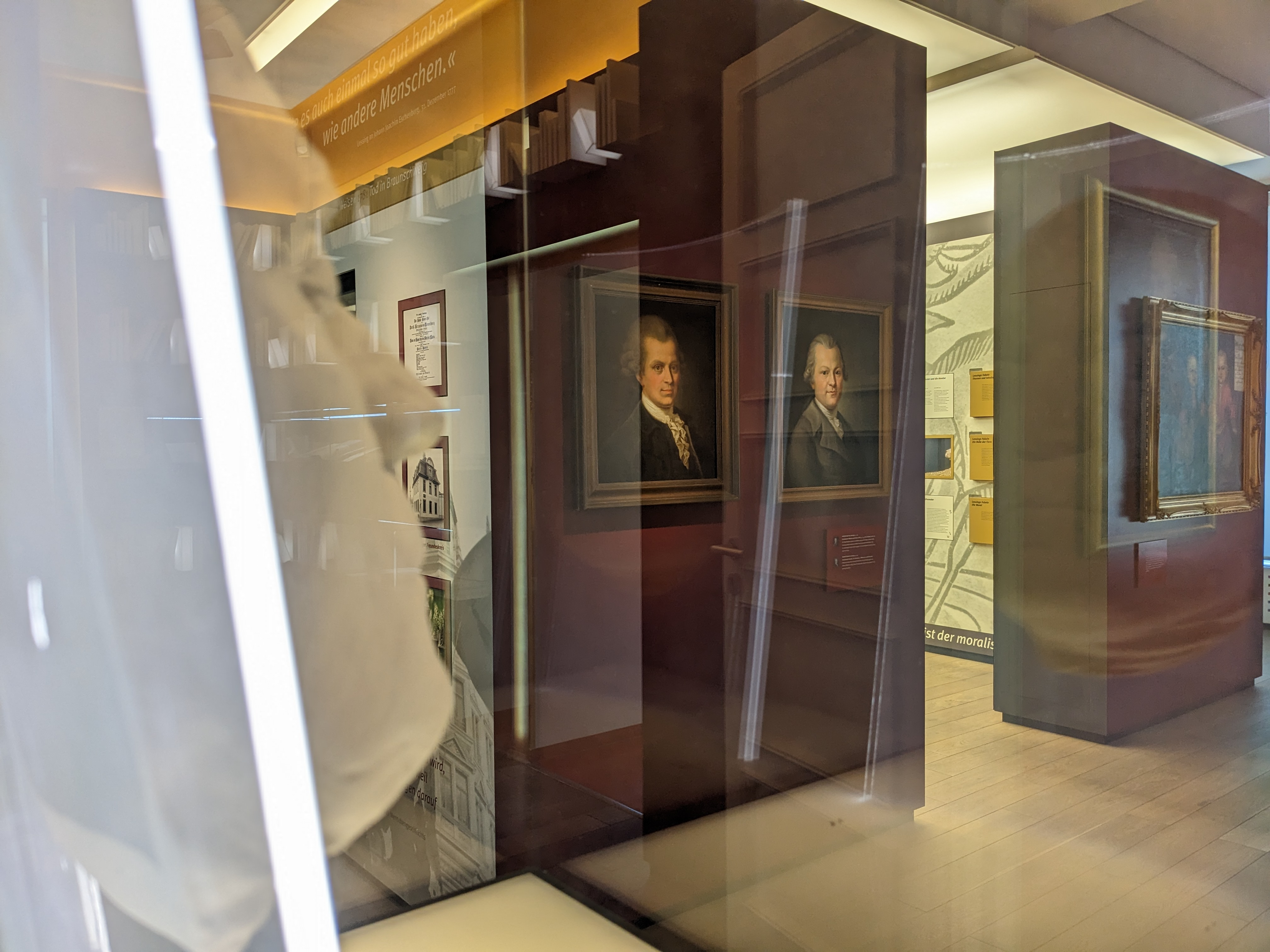
Blick in die Dauerausstellung zum Leben und Werk Lessings

Die Dauerausstellung des Lessing-Museums gliedert sich in vier Bereiche:
Eine kleine Gemäldegalerie zeigt Lessing-Porträts vom sogenannten „Kinderbildnis“ bis zur Totenmaske, die zeigen, wie stark sich Lessing im Verlauf seines Lebens veränderte, aber auch wie ihn die einzelnen Künstler gesehen haben. Daran schließt sich ein äußerer Rundgang mit fünf Vitrinenwänden und zwei Kutscheninstallationen, die die wichtigsten Lebensstationen darstellen (Kindheit und Jugend in Kamenz und Meißen, Student in Leipzig und Wittenberg, Journalist in Berlin und Sekretär in Breslau, Dramaturg in Hamburg, Bibliothekar in Wolfenbüttel). Lessings Werk mit den Schwerpunkten Nathan der Weise, ausgewählten Dramen, theoretischen Schriften und Fabeln wird im inneren Rundgang dargestellt. In einem kleineren Raum, der Bibliothek der schwebenden Bücher, wird die Rezeptionsgeschichte sowie die anhaltende Bedeutung Lessings bis in die heutige Zeit nachzeichnet.

## Sonderausstellungen (Auswahl)

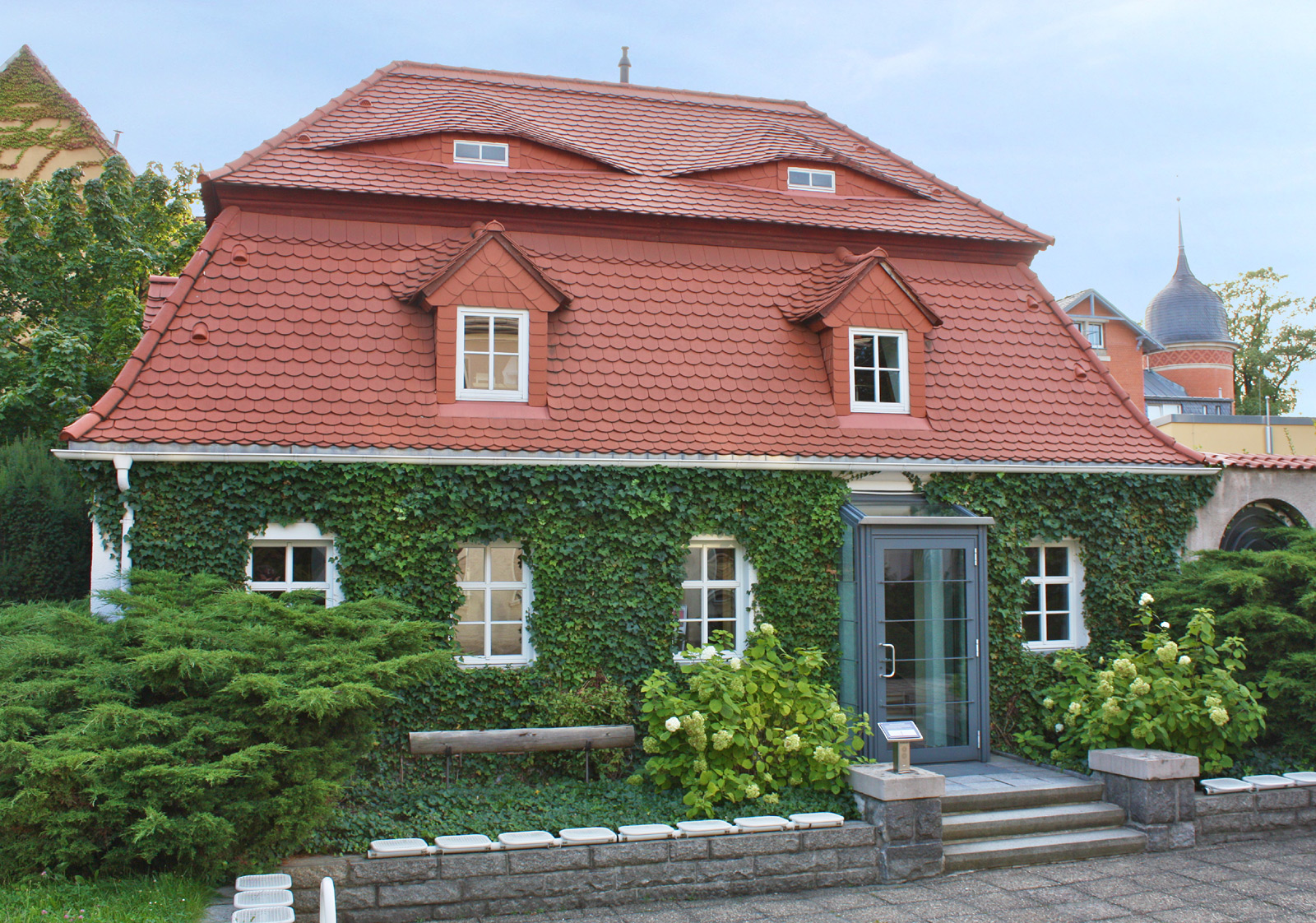
Röhrmeisterhaus

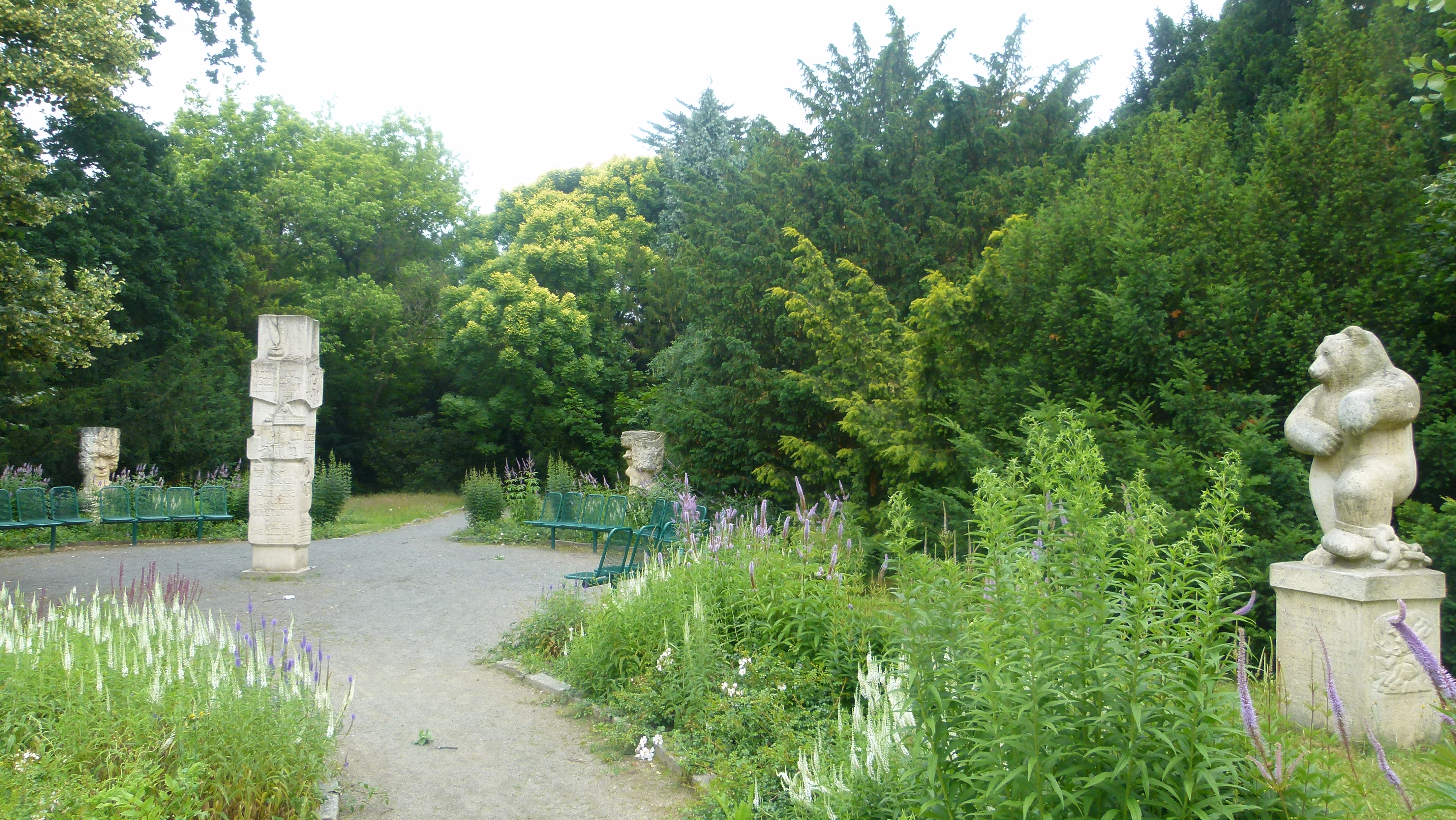
Plastiken zu Fabeln Lessings

Das Lessing-Museum zeigt im Jahr mehrere Literatur- und Kunstausstellungen im Kamenzer Malzhaus und in der Galerie im Sakralmuseum St. Annen. Nach dem Umbau des Lessinghauses werden die Sonderausstellungen im Obergeschoss des Lessinghauses zu sehen sein.
- 2009 Friedrich von Schiller. Zwischen Don Karlos und Nathan
- 2011 Lessing und die Antike
- 2013 Horst Janssen und Lessing. Grafik
- 2013 Schwedische Impressionen. Naturbetrachtungen deutscher Schriftsteller
- 2014 Lessing – Ein Sachse in Preußen
- 2015 Zwei Klassiker auf Weltreise. Übersetzungen von Lessings ‚Nathan‘ und Goethes ‚Werther‘
- 2015 50. Kamenzer Lessing-Tage 1962 – 2015. Rückblicke – Impressionen – Einsichten
- 2015 Luther – Gellert – Lessing. Fabeln in Reformation und Aufklärung
- 2017 Lessing, Luther und die Reformation in der Oberlausitz
- 2018 „Niemand kann den Mann höher schätzen als ich …“ – Winckelmann und Lessing
- 2019 SCHREIBORTE. Lausitzer Schriftsteller – Fotografien von Jürgen Matschie
- 2019 Claudia Berg. Radierung, Zeichnungen, Ölgemälde
- 2020 Armin Mueller-Stahl. Vom Flug der Freiheit
- 2022 „obwohl augenblicklich ein Lessing-Kult am wenigsten am Platz sein dürfte“. Lessing im „Dritten Reich“
- 2023 Goltzsche zur Literatur
- 2024 OST in Kamenz
- 2025 LESSING IN KAMENZ - Neuerwerbungen des Lessing-Museums seit 2010

## Sammlungen
Die Sammlung des Lessing-Museums umfasst folgende Sammlungsgebiete: Literatur von und über Kamenz, Lessing in Kamenz, Familiengeschichte Lessings in Bezug zur Stadtgeschichte, Zeitgenossen Lessings, Theatralia zu Lessing Werken im deutschsprachigen Raum, sowie Kunst zu Lessing.

### Sammlungsverzeichnisse
- Band 1 – Bibliothek
  - Teil 1; ISBN 3-910046-11-8
  - Teil 2; ISBN 3-910046-16-9

- Band 2 – Theatralia
  - Teil 1 Nathan der Weise; ISBN 3-910046-22-3
  - Teil 2 Minna von Barnhelm; ISBN 3-910046-30-4
  - Teil 3 Emilia Galotti; ISBN 3-910046-37-1
  - Teil 4 Frühe Dramen

- Band 5 – Nachlässe
  - Teil 1; Erich Schmidt; ISBN 3-910046-31-2
  - Teil 2/1; Gertrud Rudloff-Hille; ISBN 3-910046-23-1
  - Teil 2/2; Gertrud Rudloff-Hille; ISBN 3-910046-29-0
  - Teil 2/3; Gertrud Rudloff-Hille; ISBN 3-910046-36-3

- Band 7 – Münzen; ISBN 3-910046-24-X

## Publikationen

### Ausstellungskataloge des Lessing-Museums
- Band 1: Kaufmann, Sylke (Hg.): Friedrich von Schiller zwischen Don Karlos und Nathan. Kamenz 2009, ISBN 978-3-910046-43-6
- Band 2: Kaufmann, Sylke: Lessings Leben und Werk. Katalog zur Dauerausstellung des Lessing-Museums Kamenz. Kamenz 2011, ISBN 978-3-910046-48-1
- Band 3: Kaufmann, Sylke (Hg.): Horst Janssen und Lessing. Grafik. Kamenz 2013, ISBN 978-3-910046-53-5
- Band 4: Kaufmann, Sylke (Hg.): Schwedische Impressionen. Naturbetrachtungen deutscher Dichter. Kamenz 2013, ISBN 978-3-910046-52-8
- Band 5: Kaufmann, Sylke (Hg.): Lessing – Ein Sachse in Preußen. Kamenz 2014, ISBN 978-3-910046-54-2
- Band 6: Kaufmann, Sylke (Hg.): Zwei Klassiker auf Weltreise. Übersetzungen von Lessing „Nathan“ und Goethes „Werther“. Kamenz 2015, ISBN 978-3-910046-56-6
- Band 7: Kaufmann, Sylke (Hg.): 50. Kamenzer Lessing-Tage. 1962 – 2015 - Rückblicke – Impressionen – Einsichten. Kamenz 2015, ISBN 978-3-910046-58-0
- Band 8: Kaufmann, Sylke (Hg.): Luther – Gellert – Lessing. Fabeln in Reformation und Aufklärung. Kamenz 2015, ISBN 978-3-910046-60-3
- Band 9: Kaufmann, Sylke (Hg.): FABELN. Gotthold Ephraim Lessing. Kamenz 2015, ISBN 978-3-910046-61-0
- Band 10: Hanke, Matthias; Kaufmann, Sylke: Lessing, Luther und Reformation in der Oberlausitz. Kamenz 2017, ISBN 978-3-910046-68-9
- Band 11: Kaufmann, Sylke (Hg.): „Niemand kann den Mann höher schätzen als ich …“. Winckelmann & Lessing. Kamenz 2018, ISBN 978-3-910046-70-2
- Band 12: Kaufmann, Sylke (Hg.): Claudia Berg. Radierungen, Zeichnungen, Ölgemälde. Kamenz 2019, ISBN 978-3-910046-74-0
- Band 13: Kaufmann, Sylke (Hg.): SCHREIBORTE - Lausitzer Schriftsteller. Fotografien von Jürgen Matschie. Kamenz 2019, ISBN 978-3-910046-76-4
- Band 14: Kaufmann, Sylke (Hg.): Armin Mueller-Stahl. Vom Flug der Freiheit. Kamenz 2020, ISBN 978-3-910046-79-5
- Band 15: Kaufmann, Sylke (Hg.): Helmut Brade in Kamenz. Kamenz 2022, ISBN 978-3-910046-84-9
- Band 16: Kaufmann, Sylke (Hg.): Dieter Goltzsche zur Literatur. Kamenz 2023, ISBN 978-3-910046-86-3
- Band 18: Kaufmann, Sylke (Hg.): Jürgen Haufe. Retrospektive. Kamenz 2024, ISBN 978-3-910046-88-7
- Band 19: Kaufmann, Sylke (Hg.): OST in Kamenz. Kamenz 2024, ISBN 978-3-910046-89-4
- Band 20: Kaufmann, Sylke (Hg.): LESSING IN KAMENZ - Neuerwerbungen des Lessing-Museums seit 2010. Kamenz 2025, ISBN 978-3-910046-93-1

### Weitere Publikationen
- Hanke, Matthias; Burghart-Vollhardt, Martina: Mit Hamster Hilmar durchs Lessing-Museum Kamenz. 2019.
- Kaufmann, Sylke; Kutter, Marion: Lessing nachgereist. Eine fotografische Spurensuche mit Bildern von Anne Hasselbach. 2010, ISBN 978-3-910046-44-3
- Lessing-Museum Kamenz (Hg.): Der Wortgrübler – 100 Wörter Lessing. Von A wie Aberglaube bis X wie Xstliche Religion. 2010, ISBN 978-3-910046-46-7
- Albrecht, Wolfgang: Lessing im Spiegel zeitgenössischer Briefe (2 Bd.). 2004, ISBN 3-910046-40-1
- Albrecht, Wolfgang: Lessing. Gespräche, Begegnungen, Lebenszeugnisse (2 Bd.). 2005, ISBN 3-910046-41-X
- Albrecht, Wolfgang: Lessing. Chronik zu Leben und Werk. 2008, ISBN 978-3-910046-34-4
- Albrecht, Wolfgang: Lessing in persönlichen Kontakten und im Spiegel zeitgenössischer Briefe. Eine neue Quellenedition. 2018, ISBN 978-3-910046-73-3